# All the Things You Are
All the Things You Are è una canzone composta da Jerome Kern, con parole di Oscar Hammerstein II, scritta nel 1939 per il musical Very Warm for May, e fu cantata per la prima volta da Hiram Sherman, Frances Mercer, Hollace Shaw, e Ralph Stuart. Nel 1944 fece la sua comparsa nel film Broadway Rhythm, e fu suonata durante i ringraziamenti d'apertura e come leitmotiv del tema per la commedia romantica A Letter for Evie, dell'anno seguente.

## Analisi armonica
Il verse (strofa), la parte introduttiva della canzone, ormai è suonato di rado, ma il chorus principale è diventato molto frequente tra i cantanti e i jazzisti. Il giro armonico è una forma di 36 misure, del tipo AA2BA3 che comprende due variazioni della più frequente forma AABA di 32 battute: A2 trasporta l'iniziale sezione A su di una quinta, mentre la sezione finale A3 aggiunge ulteriori quattro battute.
Gli accordi della sezione A2 ripetono esattamente quelli delle otto misure iniziali della sezione A, con la differenza che gli accordi della sezione A sono abbassati di una quarta giusta. Quindi il Fa minore settima in A diventa Do minore settima in A2, Si minore settima diventa Fa minore settima, Mi minore settima diventa Si  minore settima, e così via. Allo stesso modo, la melodia cantata nella parte A2 è identica a quella della sezione A, se abbassata di un intervallo di quarta giusta.
Le prime cinque misure della sezione A3 sono identiche alle otto misure iniziali delle sezioni A e A2. Alla sesta battuta, la parte A3 imbocca un nuovo percorso che finisce soltanto alla dodicesima misura.
Le modulazioni di questa canzone sono molto insolite per una canzone popolare di quel periodo, e presenta diversi problemi al cantante o all'improvvisatore, tra cui la modulazione di semitono che termina le sezioni A (queste modulazioni iniziano alla battuta 6 nelle sezioni A e A2, alla nona battuta nella sezione A3), e un notevole utilizzo di una sostituzione enarmonica alla ripresa della sezione B (nelle ultime due misure), dove il Sol# suonato sopra un accordo di Mi maggiore diventa in un La sopra il Fa minore settima della prima misura della sezione A3. Il risultato è una canzone che include almeno un accordo costruito su ogni nota della scala cromatica, fatto questo celebrato dal pianista jazz Alex von Schlippenbach nel suo album Twelve Tone Tales.
A causa della sua melodia orecchiabile e dell'impegnativa, ma logica struttura armonica, "All the Things You Are" è diventata un popolare jazz standard, e i suoi accordi sono stati usati per pezzi quali "Bird of Paradise" di Charlie Parker, "Prince Albert" di Kenny Dorham e "Boston Bernie" di Dexter Gordon. "Thingin'" di Lee Konitz introduce un ulteriore cambio armonico trasportando di un tritono gli accordi della seconda metà del pezzo. Durante il periodo del bebop sono state introdotte due particolarità nell'esecuzione di questo pezzo: una è una breve introduzione e conclusione, parodia del Preludio Op.3 N.2 di Rachmaninoff, l'altra è l'inserimento della musica del mulo (On the Trail) dalla Grand Canyon Suite di Ferde Grofé.
I versi iniziali sono:
(All the Things You Are)
Charlie Parker sostenne che questa canzone aveva il testo che gli piaceva di più, ed era solito chiamarla "YATAG", che è l'acronimo per i versi "you are the angel glow", nella sezione B della canzone.

## Registrazioni celebri
- Stan Kenton 1961 nell'album Capitol "Romantic Approach"
- Tony Martin (1946) nel musical Till the Clouds Roll By
- Allan Jones (1949)
- Django Reinhardt e Stephane Grappelli, Rome Recordings (1948)
- The Quintet - Charlie Parker, Dizzy Gillespie, Bud Powell, Charles Mingus e Max Roach - Jazz at Massey Hall (1953)
- Frank Sinatra - The Columbia Years 1943-1952: The Complete Recordings (1944), The Columbia Years 1943-1952: The V-Discs (1945)
- Jo Stafford (1946)
- Joe Pass (1991) Brecon Jazz Festival - Virtuoso Album
- Mario Lanza (1951)
- Clifford Brown (1953)
- Hampton Hawes - The Trio (1956)
- Ahmad Jamal - Complete Live at the Pershing Lounge (1958)
- Walter Norris - From Another Star (1998)
- Bill Evans Trio - Time Remembered ('live' in 1963, released pothumously)
- Peter Sellers
- Ella Fitzgerald - Ella Fitzgerald Sings the Jerome Kern Songbook (1961)
- Earl Grant - Spotlight On Earl Grant (1965)
- Jack Jones - Dear Heart (1965)
- Barbra Streisand - Simply Streisand (1967)
- Singers Unlimited - a cappella (1972)
- Michael Jackson - Music and Me (1973)
- Keith Jarrett (1983) - Standards vol.1
- Pat Metheny - Question And Answer (1989)
- Judy Kaye w/John McGlinn - Broadway Showstoppers (1993)
- Brad Mehldau - Art Of The Trio Volume 4: Back At The Vanguard (1999)
- Will Young - Mrs. Henderson Presents (soundtrack) (2005)